# Nonnevot

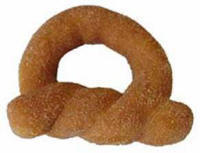
Nonnevot

Nonnevot, eller nunnebröd, är ett traditionellt limburgskt bröd. Det är sött, fett och smakar frukt. Det serveras oftast kring nyår, men kan köpas året om. Namnet kommer av att det har likheter med nunnedok. 